# Megaselia maculiapex
Megaselia maculiapex är en tvåvingeart som beskrevs av Borgmeier 1935. Megaselia maculiapex ingår i släktet Megaselia och familjen puckelflugor.
Artens utbredningsområde är Costa Rica. Inga underarter finns listade i Catalogue of Life.